# Мамурлук
Мамурлук је стање које настаје након пијанчења, односно након прекомјерне употребе алкохолних пића. Обиљежавају га дехидрација, главобоља, летаргија, жеђ, као и други попратни симптоми. Мамурлук настаје након стања опитости, односно након тријежњења када ефекти претјераног конзумирања алкохола престају да дјелују. Иако мамурлук може да наступи у било које доба, дешава се најчешће ујутро, након јучерашњег пијанчења. Поред физичких симптома, мамурлук често прати и психолошки симптоми попут депресије и страха. Људски организам разграђује између 8 и 9 грама алкохола (пола чашице ракије) у току сат времена, док све преко овога директно утиче на мозак.
Опоравак од мамурлука се убрзава рехидрацијом организма, односно уношењем што више безалкохолних течности које помажу елиминацији алкохола из организма.